# Martin Schmarz
Martin Schmarz (* 13. července 1965 Praha) je český politický komentátor, mediální poradce a publicista.

## Život
V letech 1984 až 1990 studoval biofyziku a chemickou a makromolekulární fyziku na Matematicko-fyzikální fakultě Univerzity Karlovy, díky čemuž získal magisterský titul. Od ledna 1992 do září 1993 působil jako zástupce šéfredaktora v Českém deníku. Od ledna 1994 do října 1997 byl komentátorem MF DNES a od listopadu 1997 do prosince 1999 působil jako šéfkomentátor v Lidových novinách. V lednu 2000 začal pracovat jako reportér pořadu Fakta se zaměřením na politiku vysílaného na České televizi. Ve funkci setrval do června 2002. Od července 2002 do dubna 2004 byl šéfredaktorem časopisu PROFIT.
V květnu 2004 se stal poradcem předsedy ODS Mirka Topolánka pro oblast PR a médií. V září 2006 začal působit na Úřadu vlády České republiky jako ředitel tiskového odboru. V roce 2007 mu byla v anketě Mluvčí roku udělena anticena za nejhoršího mluvčího. Do srpna 2010 zde mj. psal projevy pro premiéra Topolánka a později také Jana Fischera. V červnu 2013 se stal mediálním poradcem Jana Fischera, který tou dobou působil jako ministr financí. Ve funkci skončil v souvislosti s nástupem Vlády Bohuslava Sobotky v lednu 2014. Již v březnu 2014 se ale stal mediálním poradcem vicepremiéra Pavla Bělobrádka. Ve funkci skončil v souvislosti s nástupem Vlády Andreje Babiše v prosinci 2017.
V září 2019 se stal politickým komentátorem na internetovém portálu Info.cz a v září 2023 se stal (spolu s Thomasem Kulidakisem) komentátorem pro CNN Prima News. V červnu 2024 s ním však stanice rozvázala smlouvu poté, co se velmi vulgárně a agresivně pohádal s předsedou hnutí Přísaha Robertem Šlachtou. Po několika měsících se však do vysílání opět vrátil. Vedle toho příležitostně komentuje politickou situaci i pro další média.
Je rovněž autorem několika básní a písňových textů. V roce 2021 publikoval knihu s titulem Vertikály svobody.